# Míchaná vejce
Míchaná vejce (též nazývaná smažená vejce, vaječina a řadou dalších místních názvů) jsou druh jednoduchého pokrmu.

## Vhodnost
Dle americké studie zveřejněné v časopise Obesity[zdroj⁠?!] patří tento pokrm mezi nejzdravější snídaně, neboť jestliže se na začátku dne podává tučné jídlo, bude tělo po celý den rychleji trávit tuky.

## Příprava

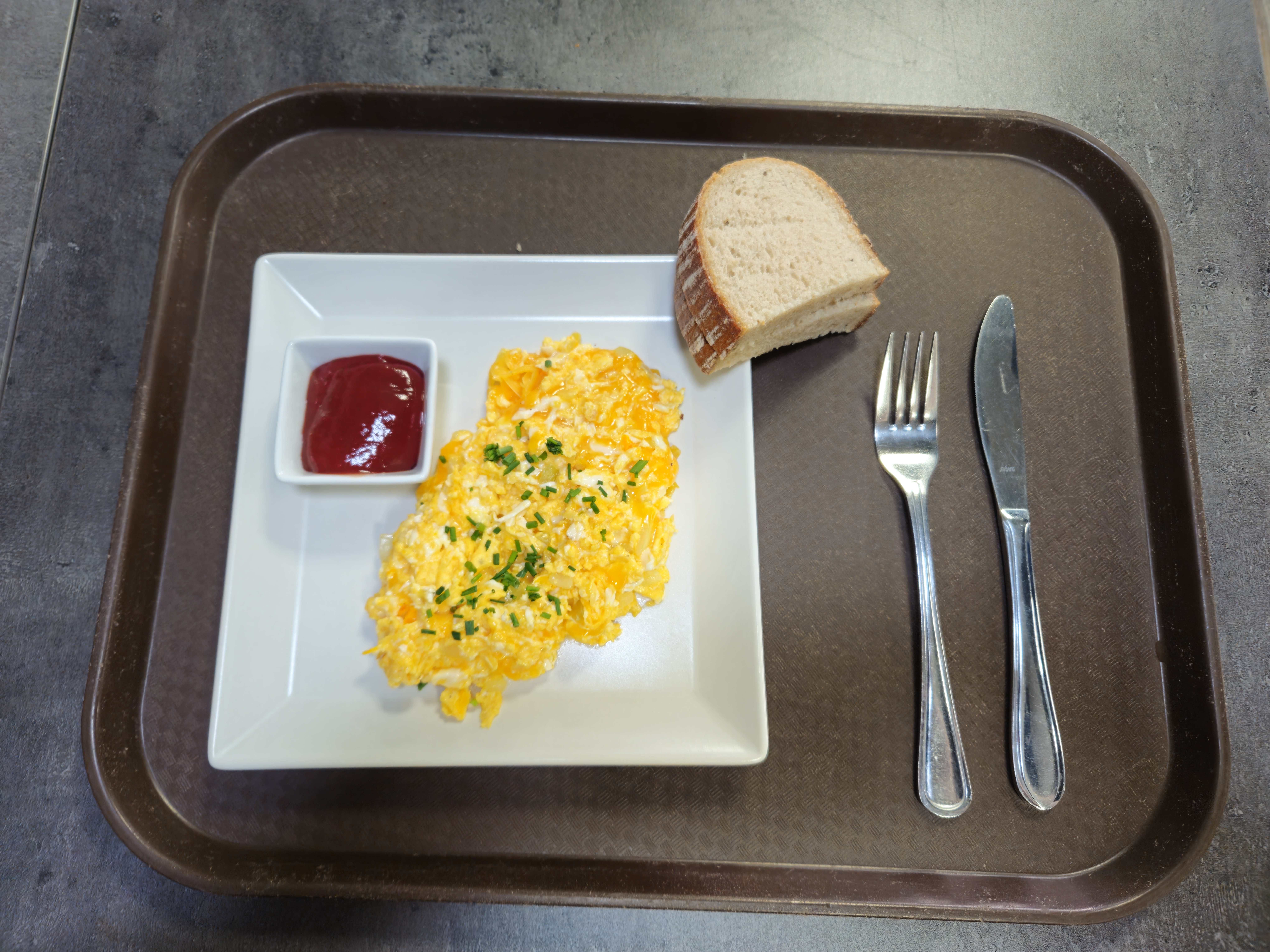
Míchaná vejce bývají i častou položkou v nabídce snídaňových bufetů.

K přípravě míchaných vajec jsou třeba vejce, cibule, tuk, sůl a popřípadě též uzenina a na dozdobení pažitka nebo petrželka. Na tuku se dozlatova osmaží cibulka. Následně se do ní přidá uzenina (je-li jako přísada zvolena) a nechá se osmahnout. Dále se do směsi přidají celá vejce. Pokrm se osolí a za stálého míchání se nechá ztuhnout. Závěrem je možné dozdobit pažitkou nebo petrželkou.